# پایرت بی

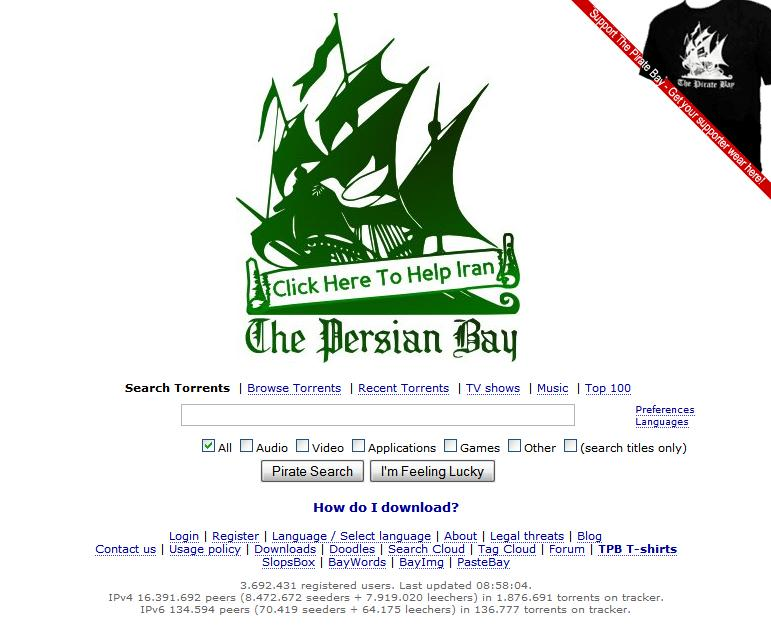
تصویری از اعلام حمایت پایرت بی از اعتراضات مردم ایران و سبزپوش شدن آن.

پایرت بِی (به انگلیسی: The Pirate Bay)، وبگاهی برای جستجو و رد و بدل‌کردن فایل‌های تورنت است. پایرت بی که در سال ۲۰۰۳ توسط اندیشکده سوئدی پیرات‌بیرون تأسیس شد، به بازدیدکنندگان این امکان را می‌دهد که پیوندهای مگنت و فایل‌های تورنت را جستجو، دانلود و به اشتراک بگذارند.

## وقایع

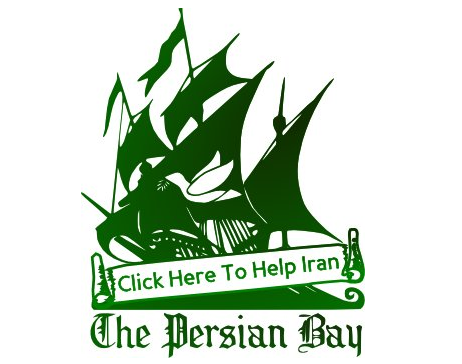
حمایت از اعتراضات ایرانیان

در ۱۷ آوریل ۲۰۰۹ میلادی، دادگاهی در سوئد، چهار نفر از مدیران پایرت بی به نام‌های فردریک نیج، گاتفرید سوارتهولم وارگ، کارل لوندستروم و پیتر سونده را به اتهام نقض قانون حق تکثیر (قانون حمایت از حقوق مؤلفان)، مجرم شناخت و هر یک از آنان را به یک سال زندان و پرداخت ۳۰ میلیون کرون جریمه مالی محکوم کرد.
در برخی کشورها از قبیل ایران رساننده‌های خدمات اینترنتی (ISP) دسترسی به این وبسایت را مسدود می‌کنند.
در پی اعتراضات مردم ایران نسبت به نتایج دهمین دوره انتخابات ریاست جمهوری ایران، وبگاه پایرت بی، با تغییر لوگوی اصلی خود به رنگ سبز و با زیرنویس «خلیج پارسی»، به حمایت از اعتراضات مردم ایران، پرداخت.
با هجوم پلیس سوئد در ۹ دسامبر ۲۰۱۴، سرورها، کامپیوترها و مابقی وسایل پایرت بی کشف و ضبط شد. در پی این حمله سایت پایرت بی و بسیاری از سایت‌های تورنت وابسته از جمله EZTV ,Zoink ,Torrage و ترکر Istole از کار افتادند. همچنین سایت فروم پایرت بی (Suprbay.org)، سایت بارگذاری عکس پایرت بی (Bayimg.com) و سایت اشتراک متن پایرت بی (Pastebay.net) نیز از دسترس خارج شدند. پس از این حمله، با مدتی غیبت، سایت مجدداً در تاریخ ۳۱ ژانویه ۲۰۱۵ بازیابی شد و فعالیت خود را به سر گرفت.